# Parvoscincus duwendorum
Espèce
Parvoscincus duwendorum est une espèce de sauriens de la famille des Scincidae.

## Répartition
Cette espèce est endémique de Luçon aux Philippines.

## Publication originale
- Siler, Linkem, Cobb, Watters, Cummings, Diesmos & Brown, 2014 : Taxonomic revision of the semi-aquatic skink Parvoscincus leucospilos (Reptilia: Squamata: Scincidae), with description of three new species. Zootaxa, no 3847 (3), p. 388–412.